# Corregedor-Regional
O Corregedor-Regional é o magistrado encarregado, na Justiça Federal de segunda instância, de exercer as funções do cargo na Corregedoria-Regional da Justiça Federal. Eleito bienalmente pelos seus pares do Tribunal Regional Federal para, dentre outras atribuições, investigar e propor a instauração de procedimento administrativo disciplinar contra os juízes federais da respectiva Região. Sua eleição coincide normalmente com a de Presidente e Vice-presidente do Tribunal e com eles integra, membro nato, o Conselho de Administração. Na Corregedoria da 2ª Região, o Corregedor-regional em exercício para o período de 2011 a 2013 é o Desembargador André Fontes.
As competências e atribuições do Corregedor-regional são estabelecidas pela Constituição da República Federativa do Brasil, Lei Orgânica da Magistratura Nacional, Lei de Organização da Justiça Federal e legislação federal pertinente, bem como pelos atos normativos emanados do Conselho Nacional de Justiça, do Conselho da Justiça Federal e do próprio Tribunal Regional Federal, especialmente seu Regimento Interno.
Na esfera de sua atribuição, o Corregedor-regional desempenha suas funções independente de eventual atuação, de natureza suplementar ou normativa, exercida pela Corregedoria Nacional de Justiça e pela Corregedoria-Geral da Justiça Federal, cooperando e seguindo as diretrizes gerais estabelecidas por tais órgãos superiores.
Ao Corregedor-regional cabe fundamentalmente apurar irregularidades apontadas a magistrados, servidores ou órgãos de primeira instância. Para tanto, é determinada a imediata instauração de comunicação, objetivando apurar a existência de elementos que justifiquem eventual instauração de representação ou procedimento administrativo disciplinar.